# Aeromonas hydrophila
Espèce
Synonymes
- Bacillus hydrophilus fuscus Sanarelli 1871
- Bacillus hydrophilus Chester 1901
- Proteus hydrophilus Bergey et al. 1923
- Bacterium hydrophilum Weldin and Levine 1923
- Pseudomonas hydrophila Breed et al. 1948

Aeromonas hydrophila est une bactérie à gram négatif qui est répartie sur l'ensemble des eaux douces ou peu salines de la planète. Les Aeromonas hydrophila sont plus présentes au cours des saisons chaudes mais sont capables de se multiplier dès que les températures sont supérieures à 5 °C. Elles sont pathogènes pour les anoures, les poissons, tortues, mammifères... Chez les amphibiens ces souches provoquent une flaccidité des muscles, des hémorragies, des ulcérations cutanées et parfois une septicémie foudroyante
Il existe en fait plusieurs dizaines de souches d’Aeromonas hydrophila, dont A. hydrophila subsp. hydrophila et A. hydrophila subsp. ranae sont mortelles pour les amphibiens. Plusieurs études ont montré le potentiel d'effets interactifs ou synergétiques occasionnés, entre les pesticides et l'effet de l’A.hydrophila, sur la réduction des populations.
Une des souches a été repérée pour la première fois chez Rana muscosa, dans le Parc national Kings Canyon en Californie. On pense qu’elle est responsable des morts massives de Rana muscosa en 1979, de même que de celles du Bufo boreas (Crapaud de l'Ouest ou boréal).
Sa toxine, l'aérolysine, provoque des diarrhées chez l'être humain.

## Taxonomie
Le nom correct complet (avec auteur) de ce taxon est Aeromonas hydrophila (Chester 1901) Stanier 1943 (Approved Lists 1980).
Cette espèce est l'espèce type du genre Aeromonas Stanier 1943.

### Synonymie
Aeromonas hydrophila a pour synonyme :
- Bacillus hydrophilus Chester 1901

### Étymologie
L'étymologie du nom spécifique est la suivante : hy.dro’phi.la. du nom grec neutre hydôr qui signifie «eau»; N.L. fem. adj. suff. -phila, ami, qui aime; du Gr. fem. adj. philê, aimant; N.L. fem. adj. hydrophila, qui aime l'eau.